# 八戸市立金浜小学校
八戸市立金浜小学校（はちのへしりつ かなはましょうがっこう）は、青森県八戸市大字金浜にある公立小学校。

## 沿革
- 1908年（明治41年）11月9日 - 鮫村立大久喜小学校金浜分教場として創立。
- 1936年（昭和11年）9月4日 - 校舎新築落成[2]
- 1941年（昭和16年）4月1日 - 国民学校令により、大久喜国民学校金浜分教場と改称[3]
- 1947年（昭和22年）4月1日 - 学制改革により、八戸市立大久喜小学校金浜分校と改称[3]。
- 1951年（昭和26年）4月1日 - 独立・昇格[2]し、八戸市立金浜小学校と改称。
- 1964年（昭和39年）度 - 児童数が最大の99名となる。
- 1968年（昭和43年）1月25日 - 改築校舎落成[2]。
- 2001年（平成13年）
  - 時期不明 - 新校舎完成[4]。
  - 10月30日 - 校舎・屋内運動場落成記念CD「金浜かもめYOSAKOIソーラン」完成。
  - 11月9日 - 校舎・屋内運動場落成記念式典挙行。
- 2018年（平成30年）11月18日 - 創立百十周年記念式典挙行。
- 2020年（令和2年）3月25日 - 「金浜ふるさとかるたⅡ」完成。

## 学区
- 金浜

## 児童数
| 学年 | 1年 | 2年 | 3年 | 4年 | 5年 | 6年 | 特別支援 | 合計 |
| ---- | --- | --- | --- | --- | --- | --- | -------- | ---- |
| 学級 | 0.5 | 0.5 | 0.5 | 0.5 | 0.5 | 0.5 | 0        | 3    |
| 児童 | 3   | 3   | 2   | 4   | 2   | 2   | 0        | 16   |

- 2020年（令和2年）5月1日時点。
- 学級数「0.5」は、複式学級を表す。

## アクセス
- 八戸市営バス「金浜小学校前」バス停下車。
  - 停車系統は、「3」・「C5」・「20」の各系統。

## 周辺
- 住宅が点在する程度。